# Điền kinh tại Đại hội Thể thao châu Á 1986
Cuộc thi chạy điền kinh tại Đại hội Thể thao châu Á 1986 tổ chức ở Seoul, Hàn Quốc.

## Tổng kết huy chương

### Nội dung nam
| Nội dung              | Vàng                                                                            | Vàng       | Bạc                                                                            | Bạc      | Đồng                                                                           | Đồng     |
| --------------------- | ------------------------------------------------------------------------------- | ---------- | ------------------------------------------------------------------------------ | -------- | ------------------------------------------------------------------------------ | -------- |
| 100 mét               | Talal Mansour · Qatar                                                           | 10.30      | Fuwa Hiroki · Nhật Bản                                                         | 10.44    | Trịnh Trần · Trung Quốc                                                        | 10.47    |
| 200 mét               | Chang Jae-Keun · Hàn Quốc                                                       | 20.71      | Lý Phong · Trung Quốc                                                          | 20.97    | Nagura Masahiro · Nhật Bản                                                     | 21.10    |
| 400 mét               | Takano Susumu · Nhật Bản                                                        | 45.00      | Isidro del Prado · Philippines                                                 | 45.96    | Mohammed Al-Malki · Oman                                                       | 46.42    |
| 800 mét               | Kim Bok-Joo · Hàn Quốc                                                          | 1:49.15    | Ryu Tae-Kyung · Hàn Quốc                                                       | 1:49.89  | Najem Al-Sowailem · Kuwait                                                     | 1:50.31  |
| 1500 mét              | Oshida Shuji · Nhật Bản                                                         | 3:43.88    | Ryu Tae-Kyung · Hàn Quốc                                                       | 3:44.51  | Mohammed Sulaiman · Qatar                                                      | 3:44.68  |
| 5000 mét              | Kim Jong-Yoon · Hàn Quốc                                                        | 13:50.63   | Shintaku Masanari · Nhật Bản                                                   | 13:52.65 | Kanai Yutaka · Nhật Bản                                                        | 13:53.73 |
| 10.000 mét            | Shintaku Masanari · Nhật Bản                                                    | 28:26.74   | Kim Jong-Yoon · Hàn Quốc                                                       | 28:30.54 | Seko Toshihiko · Nhật Bản                                                      | 29:31.90 |
| Marathon              | Nakayama Takeyuki · Nhật Bản                                                    | 2:08:21    | Taniguchi Hiromi · Nhật Bản                                                    | 2:10:08  | Ryu Jae-Sung · Hàn Quốc                                                        | 2:16:55  |
| 3000 mét vượt rào     | Aikyo Shigeyuki · Nhật Bản                                                      | 8:36.98    | Thành Thọ Quốc · Trung Quốc                                                    | 8:37.33  | Nagasato Hajime · Nhật Bản                                                     | 8:42.30  |
| 110 mét rào cản       | Ngu Chí Thành · Trung Quốc                                                      | 14.07      | Lư Tiên Tân · Trung Quốc                                                       | 14.34    | Kim Jin-Tae · Hàn Quốc                                                         | 14.37    |
| 400 mét rào cản       | Ahmed Hamada Jassim · Bahrain                                                   | 49.31 (NR) | Yoshida Ryoichi · Nhật Bản                                                     | 49.40    | Jasem Al-Douwaila · Kuwait                                                     | 50.22    |
| Nhảy cao              | Chu Kiếm Hoa · Trung Quốc                                                       | 2.31       | Lưu Vân Bằng · Trung Quốc                                                      | 2.27     | Ujino Shuji · Nhật Bản                                                         | 2.21     |
| Nhảy sào              | Cơ Trách Biểu · Trung Quốc                                                      | 5.40       | Lương Tiết Nhân · Trung Quốc                                                   | 5.30     | Lee Jae-Bok · Hàn Quốc                                                         | 5.00     |
| Nhảy xa               | Kim Yong-Il · Hàn Quốc                                                          | 7.94       | Usui Junichi · Nhật Bản                                                        | 7.92     | Trần Vân Dung · Trung Quốc                                                     | 7.80     |
| Nhảy đà 3 bước        | Yamashita Norifumi · Nhật Bản                                                   | 17.01      | Park Young-Jun · Hàn Quốc                                                      | 15.97    | Châu Chân Tiên · Trung Quốc                                                    | 15.76    |
| Đẩy bi sắt            | Mã Vĩnh Phong · Trung Quốc                                                      | 18.30      | Cung Nghị Thiên · Trung Quốc                                                   | 17.82    | Urita Yoshihisa · Nhật Bản                                                     | 17.51    |
| Ném đĩa               | Lý Vĩ Nam · Trung Quốc                                                          | 58.28      | Maeda Hirotaka · Nhật Bản                                                      | 54.14    | Manjeet Singh · Ấn Độ                                                          | 52.80    |
| Búa ném               | Murofushi Shigenobu · Nhật Bản                                                  | 69.20      | La Quân · Trung Quốc                                                           | 66.34    | Lư Đông Bình · Trung Quốc                                                      | 66.28    |
| Phóng lao             | Mizoguchi Kazuhiro · Nhật Bản                                                   | 76.60      | Kim Jae-Sang · Hàn Quốc                                                        | 74.44    | Park Jong-Sam · Hàn Quốc                                                       | 74.12    |
| Cuộc thi mười môn     | Trần Tiết Tân · Trung Quốc                                                      | 7255       | Kojo Takeshi · Nhật Bản                                                        | 7171     | Park Young-Jun · Hàn Quốc                                                      | 7163     |
| 20 kilômét chạy đi bộ | Tôn Tiểu Quang · Trung Quốc                                                     | 1:25:46    | Tưởng Thiệu Hồng · Trung Quốc                                                  | 1:26:57  | Chand Ram · Ấn Độ                                                              | 1:28:03  |
| 4×100 mét tiếp sức    | Trung Quốc · Thái Kiếm Minh · Lý Đào · Vu Trang Huy · Trịnh Trần                | 39.17      | Nhật Bản · Arikawa Hideyuki · Miyazaki Hirofumi · Foike Hirofumi · Fuwa Hiroki | 39.31    | Hàn Quốc · Sung Nak-Kun · Chang Jae-Kun Ho · Kim Yong-Il · Shim Duk-Sub        | 39.66    |
| 4×400 mét tiếp sức    | Nhật Bản · Konakatomi Koichi · Yamauchi Kenji · Kawasumi Hiromi · Takano Susumu | 3:02.33    | Iraq · Aouf Abdul-Rahman · Ziad Ali · Abbas Ali · Fahim Abdul-Sada             | 3:07.28  | Philippines · Romeo Gido · Honesto Larce · Leopoldo Arnillo · Isidro del Prado | 3:09.26  |

### Nội dung nữ
| Nội dung              | Vàng                                                              | Vàng     | Bạc                                                                                 | Bạc      | Đồng                                                                    | Đồng     |
| --------------------- | ----------------------------------------------------------------- | -------- | ----------------------------------------------------------------------------------- | -------- | ----------------------------------------------------------------------- | -------- |
| 100 mét               | Lydia de Vega · Philippines                                       | 11.53    | P.T. Usha · Ấn Độ                                                                   | 11.67    | Ratjai Sripet · Thái Lan                                                | 11.75    |
| 200 mét               | P.T. Usha · Ấn Độ                                                 | 23.44    | Lydia de Vega · Philippines                                                         | 23.47    | Park Mi-Sun · Hàn Quốc                                                  | 23.8     |
| 400 mét               | P.T. Usha · Ấn Độ                                                 | 52.16    | Shiny Abraham · Ấn Độ                                                               | 53.32    | Isozaki Hiromi · Nhật Bản                                               | 53.76    |
| 800 mét               | Lim Chun-Ae · Hàn Quốc                                            | 2:05.72  | Dương Lưu Hạ · Trung Quốc                                                           | 2:06.04  | Josephine Mary Singarayar · Malaysia                                    | 2:07.44  |
| 1500 mét              | Lim Chun-Ae · Hàn Quốc                                            | 4:21.38  | Dương Lưu Hạ · Trung Quốc                                                           | 4:22.07  | Kim Wei-Ja · Hàn Quốc                                                   | 4:23.47  |
| 3000 mét              | Lim Chun-Ae · Hàn Quốc                                            | 9:11.92  | Trương Tú Vân · Trung Quốc                                                          | 9:12.64  | Suman Rawat · Ấn Độ                                                     | 9:14.70  |
| 10.000 mét            | Vương Tú Đình · Trung Quốc                                        | 32:47.77 | Araki Kumi · Nhật Bản                                                               | 33:20.75 | Tiểu Hồng Yên · Trung Quốc                                              | 33:47.22 |
| Marathon              | Asai Eriko · Nhật Bản                                             | 2:41:03  | Miyahara Misako · Nhật Bản                                                          | 2:41:36  | Vương Yên Dân · Trung Quốc                                              | 2:42:21  |
| 100 mét rào cản       | Trần Khắc Mai · Trung Quốc                                        | 13.76    | Akimoto Chizuko · Nhật Bản                                                          | 13.88    | Jojima Naomi · Nhật Bản                                                 | 14.07    |
| 400 mét rào cản       | P.T. Usha · Ấn Độ                                                 | 56.08    | Triệu Tiên Tiên · Trung Quốc                                                        | 59.37    | Trần Vũ Anh · Trung Quốc                                                | 59.37    |
| Nhảy cao              | Sato Megumi · Nhật Bản                                            | 1.89     | Trịnh Đại Chân · Trung Quốc                                                         | 1.89     | Kim Hee-sun · Hàn Quốc                                                  | 1.89     |
| Nhảy xa               | Liêu Văn Phan · Trung Quốc                                        | 6.37     | Hoàng Đông Hoắc · Trung Quốc                                                        | 6.19     | Isogai Minako · Nhật Bản                                                | 6.14     |
| Đẩy bi sắt            | Hoàng Chí Hồng · Trung Quốc                                       | 17.51    | Khổng Vũ Chân · Trung Quốc                                                          | 17.44    | Suzuki Aya · Nhật Bản                                                   | 15.06    |
| Ném đĩa               | Hầu Tiết Mai · Trung Quốc                                         | 59.28    | Lý Tiểu Huy · Trung Quốc                                                            | 58.94    | Lee Sang-Yuk · Hàn Quốc                                                 | 50.26    |
| Phóng lao             | Lý Bảo Liên · Trung Quốc                                          | 59.42    | Matsui Emi · Nhật Bản                                                               | 55.00    | Jang Sun-Hee · Hàn Quốc                                                 | 52.78    |
| Cuộc thi bảy môn      | Chu Vũ Khánh · Trung Quốc                                         | 5580     | Diệp Liên Anh · Trung Quốc                                                          | 5413     | Ji Jung-Mi · Hàn Quốc                                                   | 5067     |
| 10 kilômét chạy đi bộ | Quản Bình · Trung Quốc                                            | 48:40:00 | Tô Vĩnh Chú · Trung Quốc                                                            | 49:50:00 | Hirayama Hideko · Nhật Bản                                              | 51:12:00 |
| 4×100 mét tiếp sức    | Trung Quốc · Phan Vĩ Tân · Thiệu Lệ Uy · La Tân · Thiên Vũ Mai    | 44.78    | Thái Lan · Jaree Patarach · Reawadee Srithoa · Ratjai Sripet · Walapa Tangjitnusorn | 45.14    | Hàn Quốc · Yun Mi-Kyung · An Sin-Young · Park Mi-Sun · Lee Young-Sook   | 45.59    |
| 4×400 mét tiếp sức    | Ấn Độ · M. D. Valsamma · Vandana Rao · Shiny Abraham · P. T. Usha | 3:34.58  | Nhật Bản · Honda Keiko · Koshimoto Hitomi · Arai Ayako · Isozaki Hiromi             | 3:39.77  | Trung Quốc · Triệu Tiên Tiên · Lâm Trịnh Lan · Trần Vũ Anh · Hoàng Kinh | 3:41.59  |

## Bảng huy chương
| 1  | Trung Quốc  | 17 | 18 | 8  | 43 |
| 2  | Nhật Bản    | 11 | 13 | 11 | 35 |
| 3  | Hàn Quốc    | 7  | 5  | 13 | 25 |
| 4  | Ấn Độ       | 4  | 2  | 3  | 9  |
| 5  | Philippines | 1  | 2  | 1  | 4  |
| 6  | Qatar       | 1  | 0  | 1  | 2  |
| 7  | Bahrain     | 1  | 0  | 0  | 1  |
| 8  | Thái Lan    | 0  | 1  | 1  | 2  |
| 9  | Iraq        | 0  | 1  | 0  | 1  |
| 10 | Kuwait      | 0  | 0  | 2  | 2  |
| 11 | Oman        | 0  | 0  | 1  | 1  |
| 11 | Malaysia    | 0  | 0  | 1  | 1  |